# City Ground
The City Ground es un estadio de fútbol situado en la ciudad de Nottingham, Inglaterra. Fue inaugurado el 3 de septiembre de 1898, y posee actualmente una capacidad para 30 602 espectadores. Es el estadio del Nottingham Forest FC club de la Premier League. Fue una de las sedes de la Eurocopa 1996.
El City Ground está situado en la rivera del Río Trent, a apenas unos metros del Trent Bridge antiguo estadio del Nottingham Forest. En la orilla opuesta del río está el Meadow Lane, estadio del Notts County FC, equipo rival del Forest.

## Historia
El Nottingham Forest abandonó su anterior estadio, el The Town Ground, en 1898. Para costear las 3000 £ que se necesitaban para el traslado el club pidió a sus aficionados que suscribieran los bonos «New Ground Scheme» con un coste de 5 £, recaudando más de 2000 £ de esta forma.
El nuevo estadio se llamó The City Ground en conmemoración de su recién estrenado estatus de ciudad, el cual consiguió en 1897, aunque irónicamente el estadio está fuera de la ciudad de Nottingham.
El 12 de octubre de 1957 se inauguró la nueva East Stand, con capacidad para 2500 espectadores. La nueva grada costó 40 000 £. La nueva grada se inauguró en un partido contra el Manchester United FC de los Busby Babes. Con una asistencia de 67 804 personas el United se llevó el partido por 1-2. El balón, firmado por ambos equipos, está en la sala de trofeos del club.
La grada principal se reformó en 1965 pero el 24 de agosto de 1968, durante un partido ante el Leeds United AFC, fue destruida por un incendio. Pese a las 31.126 personas que había en el estadio nadie resultó herido. El fuego empezó en la zona de vestuarios tras el descanso y al estar hecha de madera la grada ardió rápidamente. El Forest se vio obligado a jugar 6 partidos en Meadow Lane, de los que no ganó ninguno. Muchos de los trofeos y recuerdos que el club guardaba allí se perdieron en el incendio.
Con los beneficios obtenidos tras conquistar las Copas de Europa en 1978/79 y 1979/80 en 1980 se construyó la Executive Stand con un coste de 2 000 000 £ y una capacidad de 10 000 personas. La grada fue renombrada The Brian Clough Stand tras la retiradad de Clough.
En 1992 se reformó la Bridgford Stand y se amplió hasta alcanzar una capacidad de 7710 espectadores. La parte inferior de la grada está preparada para acoger hasta 4750 seguidores visitantes. La grada tiene un diseño inusual para no tapar la luz del sol a las casas de la vecina Colwick Road.
La Trent End fue la última grada en remodelarse, se hizo para la Eurocopa 1996, y se amplió a 7338 espectadores.

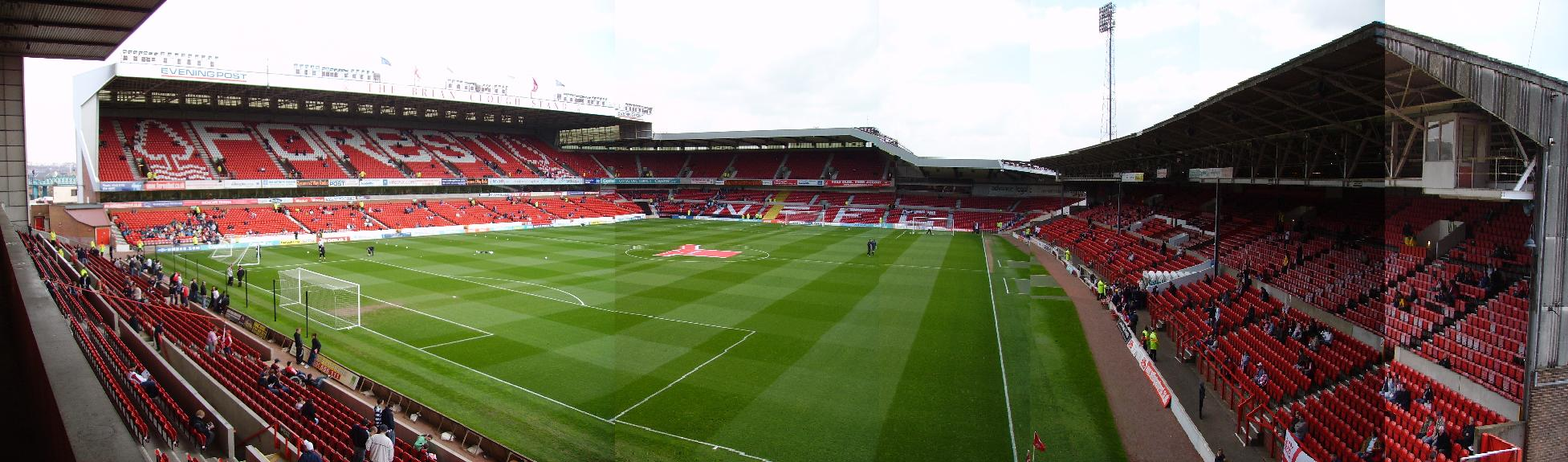
Panorámica del estadio.

## Eventos

### Eurocopa 1996
- El City Ground albergó tres partidos de la Eurocopa 1996. 
| Fecha               | Selección #1 | Resultado | Selección #2 | Ronda                 | Espectadores |
| ------------------- | ------------ | --------- | ------------ | --------------------- | ------------ |
| 11 de junio de 1996 | Turquía      | 0–1       | Croacia      | Primera fase, Grupo D | 22.406       |
| 14 de junio de 1996 | Portugal     | 1–0       | Turquía      | Primera fase, Grupo D | 22.670       |
| 19 de junio de 1996 | Croacia      | 0–3       | Portugal     | Primera fase, Grupo D | 20.484       |

## Galería

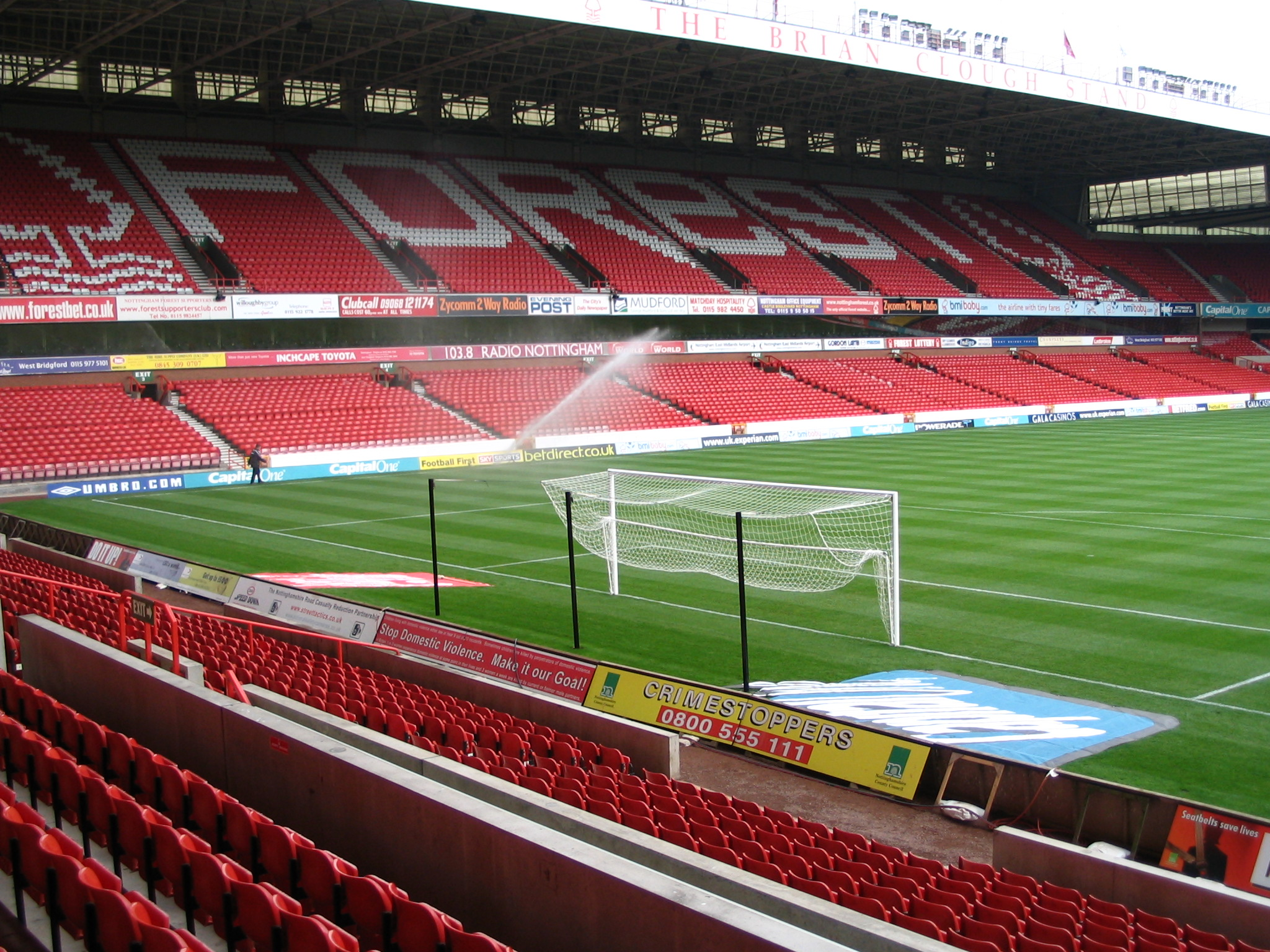
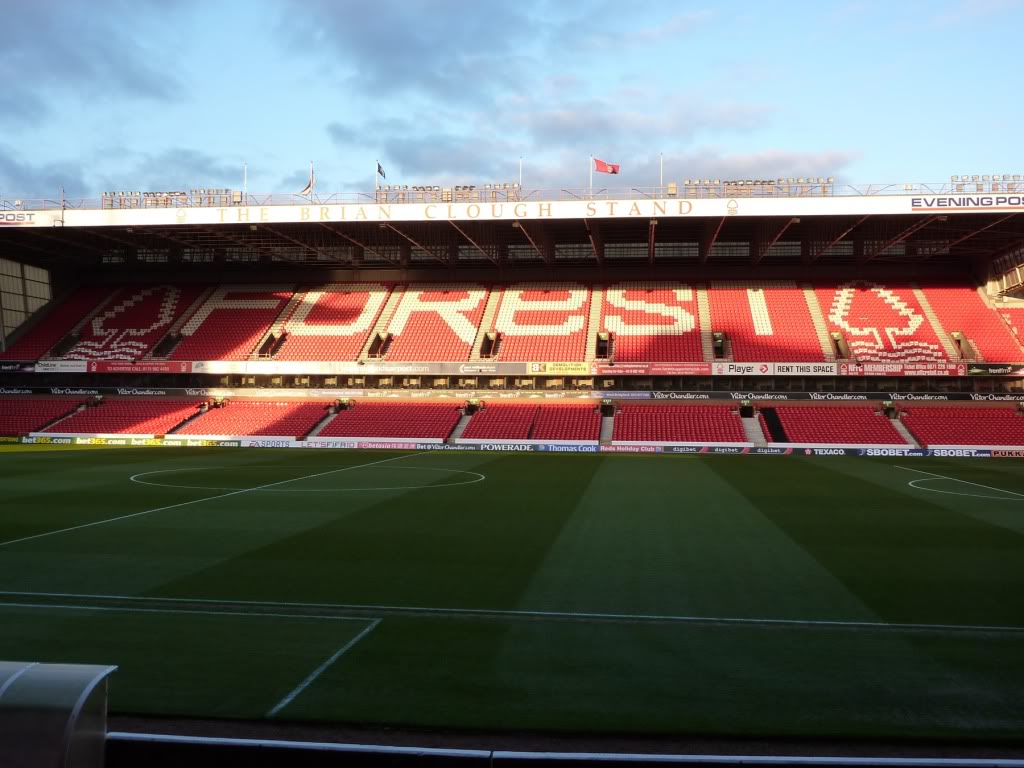
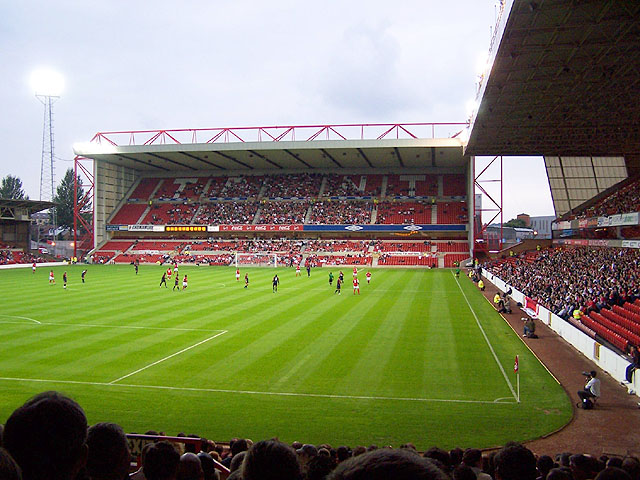